# Crotalus molossus
Crotalus molossus este o specie de șerpi din genul Crotalus, familia Viperidae, descrisă de Ralph O. Baird și Girard 1853. A fost clasificată de IUCN ca specie cu risc scăzut.

## Subspecii
Această specie cuprinde următoarele subspecii:
- C. m. estebanensis
- C. m. molossus
- C. m. nigrescens
- C. m. oaxacus